# آكيو سانو
آكيو سانو (باليابانية: 佐野 晃生) (مواليد 18 فبراير 1974)، هو لاعب كرة قدم سابق كان يلعب كحارس مرمى.